# Абылкаир
Абылкаир (каз. Әбілқайыр) — село в Рыскуловском районе Жамбылской области Казахстана. Входит в состав Новосельского сельского округа. Код КАТО — 315045200.

## Население
В 1999 году население села составляло 186 человек (93 мужчины и 93 женщины). По данным переписи 2009 года, в селе проживало 414 человек (206 мужчин и 208 женщин).